# Parc Nacional Shikotsu-Tōya
El Parc Nacional Shikotsu-Tōya (支笏洞爺国立公園, Shikotsu Tōya Kokuritsu Kōen) és un parc nacional que es troba a la part occidental de l'illa de Hokkaidō, Japó. Rep el nom dels llacs que hi ha a dos dels principals craters, el llac Shikotsu i el llac Tōya. Té una superfície total de 993,02 km². Fou declarat parc nacional el 16 de maig de 1949. El complex termal de Noboribetsu es troba dins del parc.
El parc es pot dividir en cinc zones: la zona al voltant del Yōtei; la zona al voltant del llac Tōya, amb el mont Usu i el Shōwa-shinzan; la zona al voltant de Noboribetsu i el llac Kuttara; la zona al voltant del llac Shikotsu, el mont Tarumae i el mont Eniwa; i la zona al voltant de Jōzan-kei, la gorja de Toyohira i Nakayama Toge.